# Principios de Yogyakarta en acción
Principios de Yogyakarta en acción es un movimiento sobre los Principios de Yogyakarta a ARC International, Comisión Internacional de Juristas y también a los grupos de organizaciones internacionales, Asociación Internacional de Gays y Lesbianas, Comisión Internacional Gay y Lesbiana de Derechos Humanos, Amnesty International y Human Rights Watch.

## Guía del activista
En agosto de 2010 "Guía de activista para usar los Principios de Yogyakarta" es creada como una colección de estudios de Principios de Yogyakarta para defensores de los derechos humanos que tiene 146 páginas.

### Tabla de contenido
17 Capítulo Uno, Generalidades y contexto de los Principios de Yogyakarta
19 ¿Qué son los Principios de Yogyakarta?
21 ¿Por qué los Principios de Yogyakarta?
23 Aplicación de los Principios de Yogyakarta a las mujeres, personas trans y personas intersexo
25 El Sistema Internacional de Derechos Humanos
27 Derechos Humanos a nivel regional
27 El Sistema Interamericano de Derechos Humanos
28 El Sistema Europeo
29 El Sistema Africano de Derechos Humanos
30 Los derechos de las personas LGBTI y las leyes internacionales de derechos humanos
35 ¿A quiénes están dirigidos los Principios de Yogyakarta?
37 Los Principios de Yogyakarta: un documento vivo
39 Capítulo Dos, Los Principios de Yogyakarta vistos de cerca
85 Cápítulo Tres, Los Principios de Yogyakarta en acción
88 Rebatir normas legales opresoras
101 Desarrollar nuevas políticas gubernamentales
111 Buscar que el gobierno sea más receptivo
120 Educar al público
128 Construir un movimiento
137 Capítulo Cuatro, Aplicando los Principios de Yogyakarta
140 Aplicaciones potenciales
145 Conclusiones y recursos

## Traducciones
El movimiento "Principios de Yogyakarta en acción" ha publicado las traducciones de los Principios de Yogyakarta en idioma catalán, idioma neerlandés, euskera, idioma alemán, idioma filipino, idioma húngaro, idioma indonesio, idioma lituano, idioma nepalí, idioma persa, idioma portugués, idioma cingalés, idioma eslovaco e idioma tamil.